# Szczukwin
Szczukwin (prononciation [ˈʂt͡ʂukfin]) est un village de la gmina de Tuszyn, du powiat de Łódź-est, dans la voïvodie de Łódź, situé dans le centre de la Pologne.
Il se situe à environ 7 kilomètres au sud de Tuszyn (siège de la gmina) et 27 kilomètres au sud de Łódź (siège du powiat et capitale de la voïvodie).

## Histoire
Le village est déjà cité au XVIe siècle.

## Administration
De 1975 à 1998, le village était attaché administrativement à l'ancienne voïvodie de Piotrków.

Depuis 1999, il fait partie de la nouvelle voïvodie de Łódź.